# Гедрозия
Гедрозия (на старогръцки: Γεδρωσία, Gedrosia) е древното име на планински регион в юга на днешните Иран и Пакистан, на територията на днешен Белуджистан.
Брои се към най-сухите земи на земята.
Граничи на Юг с Оманския залив, на Изток с територията на река Инд, на Север с Арахозия и Дрангиана и на Запад с Кармания.
Гедрозия е сатрапия на Ахеменидската империя. През 325 пр.н.е. Александър Велики пресича пустинния регион, когато се връща от похода му в Индия. Заради неблагоприятния климат македонският цар загубил три четвърти от войниците си.
През Средновековието Гедрозия се нарича Макран, по-късно Белуджистан.